# Bundesliga niemiecka w tenisie stołowym
Deutsche Tischtennis Liga (DTTL) - najwyższa klasa rozgrywkowa w tenisie stołowym w Niemczech. Głównym sponsorem ligi jest firma Liebherr.

## Obecne zespoły
Stan w sezonie 2011/12
- Werder Bremen
- Borussia Düsseldorf
- TTC Fulda-Maberzell
- TSV Gräfelfing
- TG Hanau
- TTC Zugbrücke Grenzau
- TTC Ruhrstadt Herne
- TTF Liebherr Ochsenhausen
- SV Plüderhausen
- Saarbrücken